# هومبيرتو مارتينيز
هومبيرتو مارتينيز (بالإسبانية: Humberto Martínez)‏ هو لاعب كرة قدم مكسيكي، ولد في 20 أكتوبر 1980 في غوادالاخارا في المكسيك. لعب مع نادي كوريكامينوس ‏.

## وصلات خارجية
- هومبيرتو مارتينيز على موقع قاعدة بيانات كرة القدم.إي يو (الإنجليزية)